# Синицын, Андрей Александрович
Андрей Александрович Сини́цын (род. 14 июня 1949 года, Москва) — лётчик-испытатель 1-го класса, мастер спорта СССР международного класса (1991), Герой Российской Федерации (1996).

## Биография
Родился в Москве, 14 июня 1949 года. Отец — Александр Андреевич Синицын, сотрудник ОКБ Яковлева.
Поступил в Московский авиационный институт (факультет №1). Во время учёбы посещал Центральный аэроклуб СССР имени В. П. Чкалова (ЦАК), где и научился летать. Окончил МАИ в 1972 году. Получил звание старшего лейтенанта запаса.
Работал в Лётно-исследовательском институте, где его определили в Школу лётчиков-испытателей (ШЛИ). Окончил ШЛИ в 1974 году.
До 1977 года работал лётчиком-испытателем на Смоленском авиазаводе, испытывая серийные Як-18Т. Затем до 1980 года работал на Тбилисском авиазаводе, испытывая серийные истребители МиГ-21УМ. 
В 1980 году был приглашён на работу в ОКБ Яковлева. C 1984 года — шеф-пилот ОКБ. Участвовал в испытаниях Як-53 и самолёта вертикального взлёта и посадки (СВВП) Як-38 (и его модификаций — Як-38У и Як-38М). 
Являлся ведущим лётчиком-испытателем по программе СВВП Як-141, который первым поднял в воздух 9 марта 1987 года и на котором в апреле 1991 года установил 12 мировых рекордов. 
13 июня 1990 года - состоялся первый полет многоцелевого корабельного истребителя вертикального взлета и посадки Як-141 по «полному профилю» - с вертикальным взлетом, переходным режимом, полетом по самолетному и посадкой «по-вертикали».
2 сентября 1991 года первым посадил самолёт вертикального взлёта и посадки Як-141 на палубу тяжёлого авианесущего крейсера «Адмирал Горшков».
В 1992 году — лётчик-испытатель АО «Техноавиа» (испытывал Су-29 и СЛ-90). 
В 1993 году — лётчик-испытатель ЛИИ имени Громова (испытывал Авиатика-890 (МАИ-89) и МАИ-90).  
С 1994 по 1998 — снова работает в ОКБ Яковлева, где также занимал должность заместителя Генерального директора по лётным испытаниям. Испытывал самолёты Як-130, Як-54, Як-58, Як-112. 
За испытания новой авиационной техники Андрею Синицыну 2 мая 1996 года было присвоено звание Героя России.
В настоящее время живёт в Москве.

## Освоенные типы летательных аппаратов
Андрей Синицын освоил около 50 различных летательных аппаратов. Некоторые из них:

| - МиГ-15 - Як-18Т - МиГ-21 - МиГ-21УМ - Як-53 - Як-38 - Як-38У - Як-38М - Як-141 (впервые поднял в воздух) - МиГ-29 - Су-27 | - Су-29 - СЛ-90 - Авиатика-890 (МАИ-89) - МАИ-90 - Як-130 (впервые поднял в воздух) - Як-54 - Як-58 - Як-112 - «Ворон» (впервые поднял в воздух) - «Бумеранг» (Сконструировал, построил и поднял в воздух) |